# Ceresia pulchripes
Ceresia pulchripes är en insektsart som först beskrevs av Louis Albert Péringuey 1916.  Ceresia pulchripes ingår i släktet Ceresia och familjen vårtbitare. Inga underarter finns listade i Catalogue of Life.